# Mads og Misse
Mads og Misse er en amerikansk tegneserie skabt af den amerikanske tegner Mort Walker under originaltitlen Hi and Lois. Serien er tegnet af Dik Browne. Serien handler om ægteparret Mads og Misse, der bor i en forstad. De første striber blev trykt første gang den 18. oktober 1954.
Serien udkommer fortsat i dag (pr. 2022), hvor den skabes og tegnes Walkers og Brownes børn (Brian og Greg Walker og tegnet af Robert "Chance" Browne samt Eric Reaves.).
I 2016 blev serien trykt i omkring 1.000 aviser verden over.
Seriens hovedkarakterer er ægteparret den golfentusiastiske Mads og ejendomsmægleren Misse samt naboen Thörstig. 